# Luacano
Luacano ist eine Kleinstadt und Sitz eines gleichnamigen Kreises (Município) der Provinz Moxico Leste im Osten Angolas. Im Norden grenzt der Kreis an die Provinz Lunda-Sul.